# Andy Gray (produttore discografico)
Andrew Gray-Ling meglio noto come Andy Gray (1970) è un produttore discografico e compositore britannico.

## Biografia
Proprietario di uno studio di registrazione sull'isola di Wight (Inghilterra), ha lavorato sia alle colonne sonore di numerosi telefilm, spot pubblicitari e film per la TV che agli album di artisti musicali britannici come Enter Shikari, Hard-Fi, Gary Numan e Paul Oakenfold.
Ha composto e prodotto le colonne sonore dei film La vendetta di Carter (2000), Riders - Amici per la morte (2002), Timecop 2 (2003), TT3D: Closer to the Edge (2011) e Rapid Intervention (2013).